# Frictional Games
Frictional Games est un studio de développement de jeux vidéo indépendant situé à Helsingborg en Suède. Le studio comprend une petite équipe de base dirigé par Thomas Grip et Jens Nilsson. La conception de la musique et de la narration sont produits par des personnes extérieurs, respectivement Mikko Tarmia et Tom Jubert. Les portages Linux et Mac OS X sont réalisés par Edward Rudd.
Jusqu'à présent, Frictional Games s'est spécialisé dans le jeu d'aventure et le genre survival horror, mais l'équipe a déclaré qu'elle était ouverte à de nouvelles idées et concepts de jeu.
Frictional développe son propre moteur de jeu, HPL Engine, qui a été employé pour tous ses jeux. Penumbra lui-même est à l'origine une démo technologique créée en 2006 pour montrer la technologie.

## Jeux développés et édités
| 2007 | Penumbra: Overture          | Non | Oui | Oui | Oui           | Oui | Non | Non | Non | Non |
| 2008 | Penumbra: Black Plague      | Non | Oui | Oui | Oui           | Oui | Non | Non | Non | Non |
| 2008 | Penumbra: Requiem           | Non | Oui | Oui | Oui           | Oui | Non | Non | Non | Non |
| 2010 | Amnesia: The Dark Descent   | Oui | Oui | Oui | Oui           | Oui | Oui | Oui | Non | Oui |
| 2013 | Amnesia: A Machine for Pigs | Oui | Non | Oui | Oui           | Oui | Oui | Oui | Non | Oui |
| 2015 | Soma                        | Oui | Oui | Oui | Oui           | Oui | Oui | Oui | Non | Non |
| 2020 | Amnesia: Rebirth,           | Oui | Oui | Non | Oui           | Oui | Oui | Oui | Oui | Non |
| 2023 | Amnesia: The Bunker         | Oui | Oui | Non | Oui (Proton*) | Oui | Oui | Oui | Oui | Non |

### Source
- (en) Cet article est partiellement ou en totalité issu de l’article de Wikipédia en anglais intitulé « Frictional Games » (voir la liste des auteurs).